# Bellville, Texas
Bellville är en stad i den amerikanska delstaten Texas med en yta av 6,8 km² och en folkmängd som uppgår till 3 794 invånare (2000). Bellville är administrativ huvudort i Austin County.